# Pedro Hallal
Pedro Rodrigues Curi Hallal (Pelotas, 1980/1981) é um professor universitário brasileiro, educador físico, epidemiologista. Atuou como reitor da Universidade Federal de Pelotas (UFPel) de 2017 a 2020.
É editor-chefe da revista científica Journal of Physical Activity and Health.

## Formação
Realizou graduação em Educação Física (2000) na Universidade Federal de Pelotas. Realizou mestrado (2002) e doutorado (2005) em epidemiologia, sob orientação de Cesar Victora, também na Universidade Federal de Pelotas. Realizou estágio pós-doutoral no Instituto de Saúde da Criança da Universidade de Londres.

## Atuação profissional
Atua como professor da UFPel desde 30 de dezembro de 2005.
Atuou como reitor da Universidade Federal de Pelotas entre os anos de 2017 e 2020. Assumiu o cargo com 36 anos, sendo o mais jovem da história da universidade. Foi, também, o mais jovem professor a conduzir uma instituição federal de ensino superior no Brasil.
Possui um livro publicado pela Editora Atheneu: Epidemiologia da Atividade Física. É um especialista reconhecido mundialmente no segmento de controle de epidemias.
Foi um dos fundadores, e presidente nos anos 2012-2013, da Sociedade Brasileira de Atividade Física e Saúde, que congrega estudantes, profissionais e pesquisadores de diversas áreas de formação com interesse no campo da atividade física e saúde, com abrangência em todo o território nacional.
Coordenou o estudo Epicovid19, apoiado pelo instituto Serrapilheira. Foi o primeiro estudo no Brasil a investigar o número de infectados pelo novo coronavírus (Sars-Cov-2).
É professor titular da Universidade de Illinois em Urbana-Champaign.

## Premiações
Em 2011, foi agraciado com Trust Young Investigator, da Wellcome, que financiou seu projeto "A life-course approach for understanding levels, trends, determinants and consequences of physical activity, and to inform interventions and policy for global action".
Em abril de 2021, recebeu a Medalha do Mérito Farroupilha.
Em 2023, recebeu o Prêmio David P. Rall de defesa da saúde pública da American Public Health Association (APHA) por seu trabalho com a Epicovid durante a pandemia.